# 国境取締法
国境取締法（こっきょうとりしまりほう、昭和14年4月1日法律第52号）は、陸接国境への接近の制限に関する日本の法律である。
1939年（昭和14年）10月1日施行。

## 概要
日本政府が勅令の定めるところにより陸接国境（これに接続する領海の境界を含む）より人の出入り禁止または制限を規定した。また、陸接国境から区域を定めた陸接国境隣接区域の出入りを禁止または制限した。勅令では「朝鮮における慶興橋より東南方の国境（ただし慶興橋は除く）」「樺太における北緯50度の国境」を陸接国境に、国境隣接区域に朝鮮国境より12キロメートルの範囲および樺太国境より20キロメートルの範囲内にそれぞれ設定し、特別な事情を除いて朝鮮総督や樺太庁長官の許可を受けない者が対象となった。
府庁令で許可承認には本籍（外国人は国籍）、住所、氏名、職業および年齢、出入の日時、場所出入の方法、携帯品の種類および数量を銘記等を添えた申請書を直接取締当局に提出することとし（ただしすでに陸接国境隣接区域居住者については身分証明書を交付する）、日本国の利益を害し外国に潜入するおそれありと認めた場合は許可をしないこととされた。
刑罰は以下のように規定された。
- 陸接国境出入り規定に違反した者は3年以下の懲役または3000円以下の罰金に処する。
- 帝国の利益を害する目的をもって陸接国境出入り規定に違反した者は10年以下の懲役に処し、その犯罪の用に供したる物は没収とする。
- 陸接国境隣接区域出入り規定に違反した者は6か月以下の懲役または500円以下の罰金若しくは科料に処する。
- 外国に潜入する目的をもって陸接国境隣接区域出入り規定に違反した者は2年以下の懲役または2000円以下の罰金に処する。

1938年（昭和13年）の新劇女優岡田嘉子と杉本良吉が樺太国境を超えてソ連に亡命した事件を機に法律が制定された。
1945年（昭和20年）8月にソ連によって南樺太に侵攻（樺太の戦い）されて南樺太が実効支配されたこと、また同年9月に連合国軍の指示により朝鮮総督府が業務を完全に停止したことにより、事実上樺太・朝鮮に対する統治権を喪失し、実効性を喪失した。1946年1月のSCAPIN-677により南樺太と朝鮮半島に対する日本政府の施政権が停止され、1952年4月に発効されたサンフランシスコ平和条約で樺太・朝鮮に対する主権放棄により樺太・朝鮮に対する統治権喪失が確定した。1945年（昭和20年）10月4日にGHQの覚書により制定された大赦令（昭和20年勅令第579号）1条34号により、国境取締法違反の罪は大赦となり、現に身柄拘置、拘束中の者につき、刑法犯、経済犯を伴うものを除き、捜査中、予審または公判係属中あるいは刑の執行中であっても、即時身柄を釈放となった。
この法律および国境取締法施行令（昭和14年勅令第670号）は立法府では廃止の措置はとられていないものの、行政府は現行法とみなしていない。